# (1268) Libya
(1268) Libya – planetoida należąca do zewnętrznej części pasa głównego asteroid okrążająca Słońce w ciągu 7 lat i 325 dni w średniej odległości 3,96 au. Została odkryta 29 kwietnia 1930 roku w Union Observatory w Johannesburgu przez Cyrila Jacksona. Nazwa planetoidy pochodzi od Libii, kraju w Afryce. Przed nadaniem nazwy planetoida nosiła oznaczenie tymczasowe (1268) 1930 HJ.